# Vere Cornwall Bird
Vere Cornwall Bird (Saint John, 9 de diciembre de 1909 - ibídem, 28 de junio de 1999) fue un líder sindical y político antiguano que gobernó Antigua y Barbuda entre 1960 y 1971, y nuevamente entre 1976 y 1994. Encabezó el proceso de independencia de su país, hasta entonces una colonia del Imperio británico con su conversión en un «Estado Libre Asociado» con Gran Bretaña en 1967, y finalmente su independencia como Estado soberano y Reino de la Mancomunidad en 1981. Fue también fundador y líder del Partido Laborista de Antigua o ALP, fuerza política dominante del país caribeño. Tras su retiro del poder fue declarado «Héroe Nacional», la primera persona en recibir esa distinción en Antigua y Barbuda.

## Trayectoria
Carente de educación formal fuera de la primaria, Bird fue un oficial del Ejército de Salvación, puesto religioso que abandonó cuando decidió involucrarse en política. Descontento con el trato que recibían los trabajadores negros por parte de los terratenientes blancos, Bird se unió a las filas del Sindicato de Trabajadores y Oficios de Antigua (ATLU) tras su fundación en 1939, ascendiendo rápidamente en sus filas, llegando a ser su presidente en 1943. Tras la creación de cinco escaños electos para el Consejo Legislativo de la colonia en 1946, Bird contribuyó a fundar el Partido Laborista de Antigua (ALP) como brazo político del sindicato y resultó electo consejero en elecciones con sufragio limitado. En 1951 encabezó una prolongada huelga contra los terratenientes y logró que se otorgara el sufragio universal para adultos, para luego llevar al ALP a victorias casi unánimes en las elecciones de 1951 y 1956, lo que le permitió acceder a un puesto en el Consejo Ejecutivo y más tarde ser nombrado Ministro de Comercio y Producción por el gobierno colonial. En 1959 logró la concesión de un autogobierno parlamentario limitado y asumió el 1 de enero de 1960 como Ministro Principal, el primer jefe de gobierno democráticamente electo en la historia de Antigua y Barbuda, siendo ratificado abrumadoramente en el cargo en las elecciones de 1960 y 1965. Durante su segundo mandato logró el autogobierno definitivo del territorio como un «Estado Libre Asociado» con Gran Bretaña, un último paso antes de la independencia total, asumiendo como «Premier» del nuevo estado el 27 de febrero de 1967. Bird no era partidario de una independencia inmediata y consideraba que Antigua y Barbuda no estaba lista para convertirse en un Estado soberano, siendo un firme partidario tanto de la fallida Federación de las Indias Occidentales (1958-1962) como de una mayor integración entre las islas de las Antillas Menores, o en última instancia preservar temporalmente la asociación con Gran Bretaña.
Dado el papel del ALP como partido hegemónico y única fuerza representativa de la clase trabajadora negra mayoritaria de Antigua, Bird gobernó durante sus primeros tres mandatos con poder casi absoluto y enfrentó solo la oposición simbólica de la clase terrateniente debilitada y las minorías blanca e india de la colonia, así como de los regionalistas de Barbuda. A finales de la década de 1960, comenzó una lucha de facciones dentro del partido ante el surgimiento de críticas al liderazgo de Bird (visto como corrupto, ineficiente y autocrático) que terminó con la unificación de sus oponentes en el Movimiento Laborista Progresista, encabezado por George Walter. En las primeras elecciones tras el autogobierno, el PLM obtuvo una contundente victoria y el ALP fue expulsado del poder, perdiendo Bird incluso su escaño parlamentario. Bird conservó el liderazgo del ALP y ganó las elecciones de 1976 con una plataforma centrada en retrasar el final de la libre asociación con Gran Bretaña. Sin embargo, nuevamente en el poder, Bird cambió de opinión y obtuvo su reelección en 1980 con una campaña independentista. Finalmente, el 1 de noviembre de 1981, Antigua y Barbuda se convirtió en un Estado soberano y Bird fue juramentado como primer ministro.
El segundo período de Bird al frente del gobierno vio un aumento de la represión contra la disidencia, con el encarcelamiento y juicio de su predecesor (George Walter), así como denuncias continuadas de corrupción y amiguismo. A partir de 1971, sus hijos Vere Bird Jr. y Lester Bird comenzaron a tomar un papel protagónico en la política antiguana mientras Bird comenzó a retirarse para dar paso a una fuerte lucha de facciones por su sucesión. A pesar de esto, Bird fue aplastantemente reelegido dos veces, en 1984 y 1989, obteniendo casi la totalidad de los escaños. En 1992, una serie de escándalos de corrupción salpicaron a la gestión y provocaron una creciente inestabilidad política, con huelgas generales y protestas encabezadas por el opositor Partido Progresista Unido (liderado por Baldwin Spencer). Luego de que los manifestantes comenzaran a exigir su renuncia, Bird anunció que se retiraría al término de su mandato después de más de cincuenta años en la política. En medio de fuertes acusaciones de irregularidades y fraude electoral por parte de la oposición, el ALP conservó su mayoría en las elecciones del 8 de marzo de 1994 y Bird fue sucedido formalmente por su hijo, Lester, al día siguiente. Con fuertes rumores sobre su salud tanto física como mental, Bird se retiró de la vida pública después de dejar el poder y murió en junio de 1999, a la edad de 89 años.
Como figura política dominante y determinante para la historia de Antigua y Barbuda durante toda la segunda mitad del siglo XX, Bird es generalmente elogiado por sus partidarios por su continua lucha por la mejora de las condiciones laborales y sociales en su país, derribando la antigua estructura de poder basada en el dominio de una pequeña clase terrateniente en la colonia, así como sus gestiones para lograr el autogobierno y eventual independencia de la misma. Sus críticos se centran mayormente en el elevado índice de corrupción en sus gobiernos, acusándolo de haber gobernado Antigua y Barbuda como «un feudo familiar» (poniendo énfasis en la imposición de su hijo Lester Bird como sucesor y el continuo control de sus familiares o amigos en las instituciones públicas, ejerciendo una influencia creciente sobre él hacia el final de su administración) así como de haber recurrido constantemente a la represión, la censura y el fraude electoral para perpetuarse en el poder.

## Premios
En 1994, Bird fue nombrado Caballero de la Orden del Héroe Nacional (KNH) por su país natal Antigua y Barbuda.

## Muerte
Bird falleció en St. John's a las 18:58 del 28 de junio de 1999, a la edad de 88 años.